# Lippe
 For alternative betydninger, se Lippe (land).
Lippe er en flod i Nordrhein-Westfalen i Tyskland, og en af sidefloderne til Rhinen fra højre med en længde på 255 km. Floden har sit udspring ved kanten af Teutoburger Wald i Bad Lippspringe nær byen Paderborn. Floden løber vestover gennem Paderborn, Lippstadt og så nordover langs kanten af Ruhrområdet, gennem byerne Hamm, Lünen, Haltern og Dorsten. Floden munder ud i Rhinen ved Wesel.
På grund af spildevand fra industrien og udretning af flodlejet var Lippe i en økologisk frygtelig tilstand. Der gøres nu tiltag for at genoprette dyrelivet i floden. 
Området Lippe er opkaldt efter floden. Det var en delstat i et tysk-romerske rige og er i dag en landkreis i Nordrhein-Westfalen. 

## Baggrundsstof
- Lippe – en romersk bosættelse Arkiveret 30. oktober 2007 hos  Wayback Machine

51°46′53″N 8°49′21″Ø / 51.7814°N 8.8225°Ø